# 川原正人
川原 正人（かわはら まさと、1921年10月18日 - 2012年1月30日）は、日本の団体役員。日本放送協会会長（第13代）。

## 人物
東京都出身。武蔵高等学校、1943年3月東京帝国大学経済学部を卒業。
1946年NHKに入局。職員局長、人事局長、報道局長を歴任。
1973年に理事に就任し、1976年から専務理事、人事本部長。1980年NHK美術センター（現NHKアート）社長。1982年、NHK会長に就任。1988年までの2期を務めた。
2012年1月30日、心不全のため死去。90歳没。